# 2026-os labdarúgó-világbajnokság-selejtező (UEFA – pótselejtezők)
A 2026-os labdarúgó-világbajnokság-selejtező európai pótselejtezője dönt arról a négy csapatról, amely az első fordulóból kijutó 12 csapat mellett kijut a világbajnokságra. A pótselejtezőn az első forduló 12 második helyezettje és a Nemzetek Ligájának az a négy legjobb csoportgyőztese vesz részt, amelyek az első fordulóban nem az első két hely valamelyikén végeznek. A csapatokat négy ágra osztják, áganként négy csapattal. Mindegyik ág két elődöntőből és egy döntőből áll. A döntők győztesei kijutnak a világbajnokságra. A mérkőzéseket 2026 márciusában játsszák.

## Formátum
A pótselejtező (második forduló) formátumáról az UEFA 2023. június 28-án döntött.
Az első forduló (csoportkör) 12 második helyezettje és a legjobb négy Nemzetek Ligája-csoportgyőztes vesz részt a Nemzetek Ligája időközi összesített rangsora alapján, akik a selejtezőcsoportjuk első két helyezettjén kívül végeznek. A 16 csapatot négy, egyenként négy csapatot tartalmazó ágra osztják. Mindegyik ágon két, egymérkőzéses elődöntőt és egy egymérkőzéses döntőt rendeznek. Az elődöntőkben az egyes ágak mérkőzéseit kiemelés utáni sorsolással határozzák meg, ahol az 1. helyezett csapat a 4. helyezett csapatot, a 2. helyezett csapat pedig a 3. helyezett csapatot fogadja. A két elődöntő győztese között sorsolással dől el, hogy ki lesz a döntő pályaválasztója.
A mérkőzések győzteseiről egy mérkőzés dönt. A rendes játékidő végén döntetlen esetén 30 perc hosszabbítást játszanak, ha ezután is döntetlen marad az eredmény, akkor büntetőpárbaj következik.

## Résztvevők

### Az első forduló második helyezettjei
Az első fordulóból a 12 második helyezett jut be a pótselejtezőbe. 

| Csoport | Második helyezett |
| ------- | ----------------- |
| A       |                   |
| B       |                   |
| C       |                   |
| D       |                   |
| E       |                   |
| F       |                   |
| G       |                   |
| H       |                   |
| I       |                   |
| J       |                   |
| K       |                   |
| L       |                   |

### A Nemzetek Ligája négy legjobb csoportgyőztese
A 2024–2025-ös Nemzetek Ligája időközi összesített rangsora alapján, a Nemzetek Ligája csoportgyőztesei közül az a négy legjobb csapat, amelyik a világbajnoki selejtezőben a csoportjában az első két helyén kívül végez, részt vehet a pótselejtezőn. Ha négynél kevesebb Nemzetek Ligája-csoportgyőztest lehet kiválasztani, a fennmaradó helyeket a Nemzetek Ligája időközi összesített rangsora alapján a soron következő azon csapatok kapják, amelyek a világbajnoki selejtezőben a csoportjukban az első két helyen kívül végeznek.

Az alábbi táblázat mutatja, hogy az UEFA Nemzetek Ligája időközi összesített rangsora alapján milyen sorrendben és mely csapatok szerezhetnek részvételi jogot a pótselejtezőre. A Nemzetek Ligája negyeddöntősei esetében az első helyen az a csoport szerepel, amelybe győzelem esetén bekerülnek.
Jelölések
- A jelenlegi állás szerint a csapat az első két hely valamelyikén áll a csoportjában.
- A csapat még nem játszott mérkőzést, az első mérkőzése 2025 szeptemberében lesz.
- (T) A jelenlegi állás szerint a csapat biztosan az első két hely valamelyikén végez a csoportjában.

A 2025. június 10-i mérkőzések utáni állapot.
| NL liga                                                       | Hely. | Csapat              | Csapat | Csoport |
| ------------------------------------------------------------- | ----- | ------------------- | ------ | ------- |
| NL-csoportgyőztes                                             |       |                     |        |         |
| A                                                             | 1.    | Spanyolország       |        | E       |
| A                                                             | 2.    | Németország         |        | A       |
| A                                                             | 3.    | Portugália          |        | F       |
| A                                                             | 4.    | Franciaország       |        | D       |
| B                                                             | 17.   | Anglia              |        | K       |
| B                                                             | 18.   | Norvégia            |        | I       |
| B                                                             | 19.   | Wales               |        | J       |
| B                                                             | 20.   | Csehország          |        | L       |
| C                                                             | 33.   | Románia             |        | H       |
| C                                                             | 34.   | Svédország          |        | B       |
| C                                                             | 35.   | Észak-Macedónia     |        | J       |
| C                                                             | 36.   | Észak-Írország      |        | A       |
| D                                                             | 49.   | Moldova             |        | I       |
| D                                                             | 50.   | San Marino          |        | H       |
| Az NL időközi összesített rangsora alapján a további csapatok |       |                     |        |         |
| A                                                             | 5.    | Olaszország         |        | I       |
| A                                                             | 6.    | Hollandia           |        | G       |
| A                                                             | 7.    | Dánia               |        | C       |
| A                                                             | 8.    | Horvátország        |        | L       |
| A                                                             | 9.    | Skócia              |        | C       |
| A                                                             | 10.   | Szerbia             |        | K       |
| A                                                             | 11.   | Magyarország        |        | F       |
| A                                                             | 12.   | Belgium             |        | J       |
| A                                                             | 13.   | Lengyelország       |        | G       |
| A                                                             | 14.   | Izrael              |        | I       |
| A                                                             | 15.   | Svájc               |        | B       |
| A                                                             | 16.   | Bosznia-Hercegovina |        | H       |

## Sorsolás
Az első forduló (csoportkör) befejezését követően a pótselejtezőbe jutott 16 csapatot négy darab, négycsapatos ágra sorsolják.
A sorsoláshoz a 16 csapatot négy, egyenként négy csapatos ágra osztják. A 12 csoportmásodik helyezettet az 1–3. kalapba osztják be, a 2025. novemberi FIFA-világranglista alapján. A Nemzetek Ligája alapján bejutó négy csapat a 4. kalapba kerül.

### A sorsolás menete
A pótselejtező ágait a következők szerint alakítják ki:
- Az A ágat az 1. és 2. elődöntő alkotja, a két elődöntő győztese az A döntőbe kerül.
- A B ágat a 3. és 4. elődöntő alkotja, a két elődöntő győztese a B döntőbe kerül.
- A C ágat az 5. és 6. elődöntő alkotja, a két elődöntő győztese a C döntőbe kerül.
- A D ágat a 7. és 8. elődöntő alkotja, a két elődöntő győztese a D döntőbe kerül.

Az elődöntők sorsolása az 1. kalappal kezdődik és a 4. kalappal zárul. A csapatokat a számsorrendben első lehetséges elődöntőbe sorsolják és osztják be (figyelembe véve a tiltott párosításokat), az alábbiak szerint:
- Az 1. kalap csapatai (kiemeltek) az 1., 3., 5. és 7. elődöntőbe kerülnek pályaválasztóként.
- A 2. kalap csapatai (kiemeltek) a 2., 4., 6. és 8. elődöntőbe kerülnek pályaválasztóként.
- A 3. kalap csapatai (nem kiemeltek) a 2., 4., 6. és 8. elődöntőbe kerülnek vendégként.
- A 4. kalap csapatai (nem kiemeltek) az 1., 3., 5. és 7. elődöntőbe kerülnek vendégként.

A döntők pályaválasztóinak sorsolására közvetlenül ezután kerül sor, az ágnak megfelelő egyik elődöntő győztesének megnevezésével.
Politikai okokból a következő mérkőzések tiltott párosításnak minősülnek, és nem kerülhetnek ugyanarra az ágra: Örményország–Azerbajdzsán, Fehéroroszország–Ukrajna, Gibraltár–Spanyolország, Koszovó–Bosznia-Hercegovina, Koszovó–Szerbia.

### Kiemelés
Az elődöntő kiemelése az alábbi.

| Kiemelt  | Kiemelt  | Nem kiemelt | Nem kiemelt   |
| 1. kalap | 2. kalap | 3. kalap    | 4. kalap (NL) |
| -------- | -------- | ----------- | ------------- |
|          |          |             |               |

## A ág

### Ágrajz
|  |                   |           |                   |  |  |       |       |       |
|  | Elődöntők         | Elődöntők | Elődöntők         |  |  | Döntő | Döntő | Döntő |
|  | Elődöntők         | Elődöntők | Elődöntők         |  |  | Döntő | Döntő | Döntő |
|  | 2026. március 26. |           |                   |  |  |       |       |       |
|  |                   |           |                   |  |  |       |       |       |
|  |                   |           |                   |  |  |       |       |       |
|  |                   |           | 2026. március 31. |  |  |       |       |       |
|  |                   |           |                   |  |  |       |       |       |
|  |                   |           |                   |  |  |       |       |       |
|  | 2026. március 26. |           |                   |  |  |       |       |       |
|  |                   |           |                   |  |  |       |       |       |
|  |                   |           |                   |  |  |       |       |       |
|  |                   |           |                   |  |  |       |       |       |
|  |                   |           |                   |  |  |       |       |       |
|  |                   |           |                   |  |  |       |       |       |
|  |                   |           |                   |  |  |       |       |       |

### Összegzés
| 1. csapat                    | Eredmény    | 2. csapat                    |
| ---------------------------- | ----------- | ---------------------------- |
| Elődöntők                    |             |                              |
| Csapat az 1. kalapból        | 1. elődöntő | Csapat a 4. kalapból         |
| Csapat a 2. kalapból         | 2. elődöntő | Csapat a 3. kalapból         |
| Döntő                        |             |                              |
| 1. vagy 2. elődöntő győztese | A döntő     | 1. vagy 2. elődöntő győztese |

### Elődöntők
| 2026. március 26. |

|  | – |  |
|  | - |  |
|  |   |  |

|  |

| 2026. március 26. |

|  | – |  |
|  | - |  |
|  |   |  |

|  |

### Döntő
| 2026. március 31. |

|  | – |  |
|  | - |  |
|  |   |  |

|  |

## B ág

### Ágrajz
|  |                   |           |                   |  |  |       |       |       |
|  | Elődöntők         | Elődöntők | Elődöntők         |  |  | Döntő | Döntő | Döntő |
|  | Elődöntők         | Elődöntők | Elődöntők         |  |  | Döntő | Döntő | Döntő |
|  | 2026. március 26. |           |                   |  |  |       |       |       |
|  |                   |           |                   |  |  |       |       |       |
|  |                   |           |                   |  |  |       |       |       |
|  |                   |           | 2026. március 31. |  |  |       |       |       |
|  |                   |           |                   |  |  |       |       |       |
|  |                   |           |                   |  |  |       |       |       |
|  | 2026. március 26. |           |                   |  |  |       |       |       |
|  |                   |           |                   |  |  |       |       |       |
|  |                   |           |                   |  |  |       |       |       |
|  |                   |           |                   |  |  |       |       |       |
|  |                   |           |                   |  |  |       |       |       |
|  |                   |           |                   |  |  |       |       |       |
|  |                   |           |                   |  |  |       |       |       |

### Összegzés
| 1. csapat                    | Eredmény    | 2. csapat                    |
| ---------------------------- | ----------- | ---------------------------- |
| Elődöntők                    |             |                              |
| Csapat az 1. kalapból        | 3. elődöntő | Csapat a 4. kalapból         |
| Csapat a 2. kalapból         | 4. elődöntő | Csapat a 3. kalapból         |
| Döntő                        |             |                              |
| 3. vagy 4. elődöntő győztese | B döntő     | 3. vagy 4. elődöntő győztese |

### Elődöntők
| 2026. március 26. |

|  | – |  |
|  | - |  |
|  |   |  |

|  |

| 2026. március 26. |

|  | – |  |
|  | - |  |
|  |   |  |

|  |

### Döntő
| 2026. március 31. |

|  | – |  |
|  | - |  |
|  |   |  |

|  |

## C ág

### Ágrajz
|  |                   |           |                   |  |  |       |       |       |
|  | Elődöntők         | Elődöntők | Elődöntők         |  |  | Döntő | Döntő | Döntő |
|  | Elődöntők         | Elődöntők | Elődöntők         |  |  | Döntő | Döntő | Döntő |
|  | 2026. március 26. |           |                   |  |  |       |       |       |
|  |                   |           |                   |  |  |       |       |       |
|  |                   |           |                   |  |  |       |       |       |
|  |                   |           | 2026. március 31. |  |  |       |       |       |
|  |                   |           |                   |  |  |       |       |       |
|  |                   |           |                   |  |  |       |       |       |
|  | 2026. március 26. |           |                   |  |  |       |       |       |
|  |                   |           |                   |  |  |       |       |       |
|  |                   |           |                   |  |  |       |       |       |
|  |                   |           |                   |  |  |       |       |       |
|  |                   |           |                   |  |  |       |       |       |
|  |                   |           |                   |  |  |       |       |       |
|  |                   |           |                   |  |  |       |       |       |

### Összegzés
| 1. csapat                    | Eredmény    | 2. csapat                    |
| ---------------------------- | ----------- | ---------------------------- |
| Elődöntők                    |             |                              |
| Csapat az 1. kalapból        | 5. elődöntő | Csapat a 4. kalapból         |
| Csapat a 2. kalapból         | 6. elődöntő | Csapat a 3. kalapból         |
| Döntő                        |             |                              |
| 5. vagy 6. elődöntő győztese | C döntő     | 5. vagy 6. elődöntő győztese |

### Elődöntők
| 2026. március 26. |

|  | – |  |
|  | - |  |
|  |   |  |

|  |

| 2026. március 26. |

|  | – |  |
|  | - |  |
|  |   |  |

|  |

### Döntő
| 2026. március 31. |

|  | – |  |
|  | - |  |
|  |   |  |

|  |

## D ág

### Ágrajz
|  |                   |           |                   |  |  |       |       |       |
|  | Elődöntők         | Elődöntők | Elődöntők         |  |  | Döntő | Döntő | Döntő |
|  | Elődöntők         | Elődöntők | Elődöntők         |  |  | Döntő | Döntő | Döntő |
|  | 2026. március 26. |           |                   |  |  |       |       |       |
|  |                   |           |                   |  |  |       |       |       |
|  |                   |           |                   |  |  |       |       |       |
|  |                   |           | 2026. március 31. |  |  |       |       |       |
|  |                   |           |                   |  |  |       |       |       |
|  |                   |           |                   |  |  |       |       |       |
|  | 2026. március 26. |           |                   |  |  |       |       |       |
|  |                   |           |                   |  |  |       |       |       |
|  |                   |           |                   |  |  |       |       |       |
|  |                   |           |                   |  |  |       |       |       |
|  |                   |           |                   |  |  |       |       |       |
|  |                   |           |                   |  |  |       |       |       |
|  |                   |           |                   |  |  |       |       |       |

### Összegzés
| 1. csapat                    | Eredmény    | 2. csapat                    |
| ---------------------------- | ----------- | ---------------------------- |
| Elődöntők                    |             |                              |
| Csapat az 1. kalapból        | 7. elődöntő | Csapat a 4. kalapból         |
| Csapat a 2. kalapból         | 8. elődöntő | Csapat a 3. kalapból         |
| Döntő                        |             |                              |
| 7. vagy 8. elődöntő győztese | D döntő     | 7. vagy 8. elődöntő győztese |

### Elődöntők
| 2026. március 26. |

|  | – |  |
|  | - |  |
|  |   |  |

|  |

| 2026. március 26. |

|  | – |  |
|  | - |  |
|  |   |  |

|  |

### Döntő
| 2026. március 31. |

|  | – |  |
|  | - |  |
|  |   |  |

|  |